# КК Пистоја 2000
КК Пистоја 2000 (итал. A.S. Pistoia Basket 2000) је италијански кошаркашки клуб из Пистоје. Из спонзорских разлога пун назив клуба тренутно гласи ОриОра Пистоја (OriOra Pistoia). У сезони 2018/19. такмичи се у Серији А Италије.

## Историја
Клуб је основан 2000. године. Пласман у Серију А први пут је изборио 2013. године. У Купу Италије највећи успех био је пласман у четвртфинале.

## Учинак у претходним сезонама
| Сез.     | Првенство Италије | Куп Италије  | Европско такмичење | Европско такмичење |
| -------- | ----------------- | ------------ | ------------------ | ------------------ |
| 2013/14. | Четвртфинале ПО   | —            | —                  |                    |
| 2014/15. | 9. место          | —            | —                  |                    |
| 2015/16. | Четвртфинале ПО   | Четвртфинале | —                  |                    |
| 2016/17. | Четвртфинале ПО   | —            | —                  |                    |
| 2017/18. | 13. место         | —            | —                  |                    |
| 2018/19. | 15. место         | —            | —                  |                    |

## Познатији играчи
- Бредли Вонамејкер
- Џамон Гордон
- Грегор Фучка